# Semper fidelis
Semper Fidelis, eller Semper Fi, er et udtryk fra latin, der betyder Altid Tro. 
"Semper Fidelis" er anvendt som motto i flere våbenskjolde og for flere organisationer, bl.a. for:
- Byen Exeter i det sydvestlige England.
- Det amerikanske  marineinfanteri.
- Hænger over byporten til citadellet i Calvi, Korsika

Ordsproget er også titlen på en march af John Philip Sousa.